# Evionnaz
Evionnaz – miejscowość i gmina (commune) w południowej Szwajcarii, w kantonie Valais, w okręgu (district) Saint-Maurice. Leży nad Rodanem.

## Geografia
Na terenie gminy leży jezioro Lac de Salanfe.

## Demografia
W Evionnaz mieszka 1408 osób. W 2021 roku 19,4% populacji gminy stanowiły osoby urodzone poza Szwajcarią. 

## Transport
Przez teren gminy przebiegają autostrada A9 oraz drogi główne nr 9 i nr 21. 